# Peter Fechter

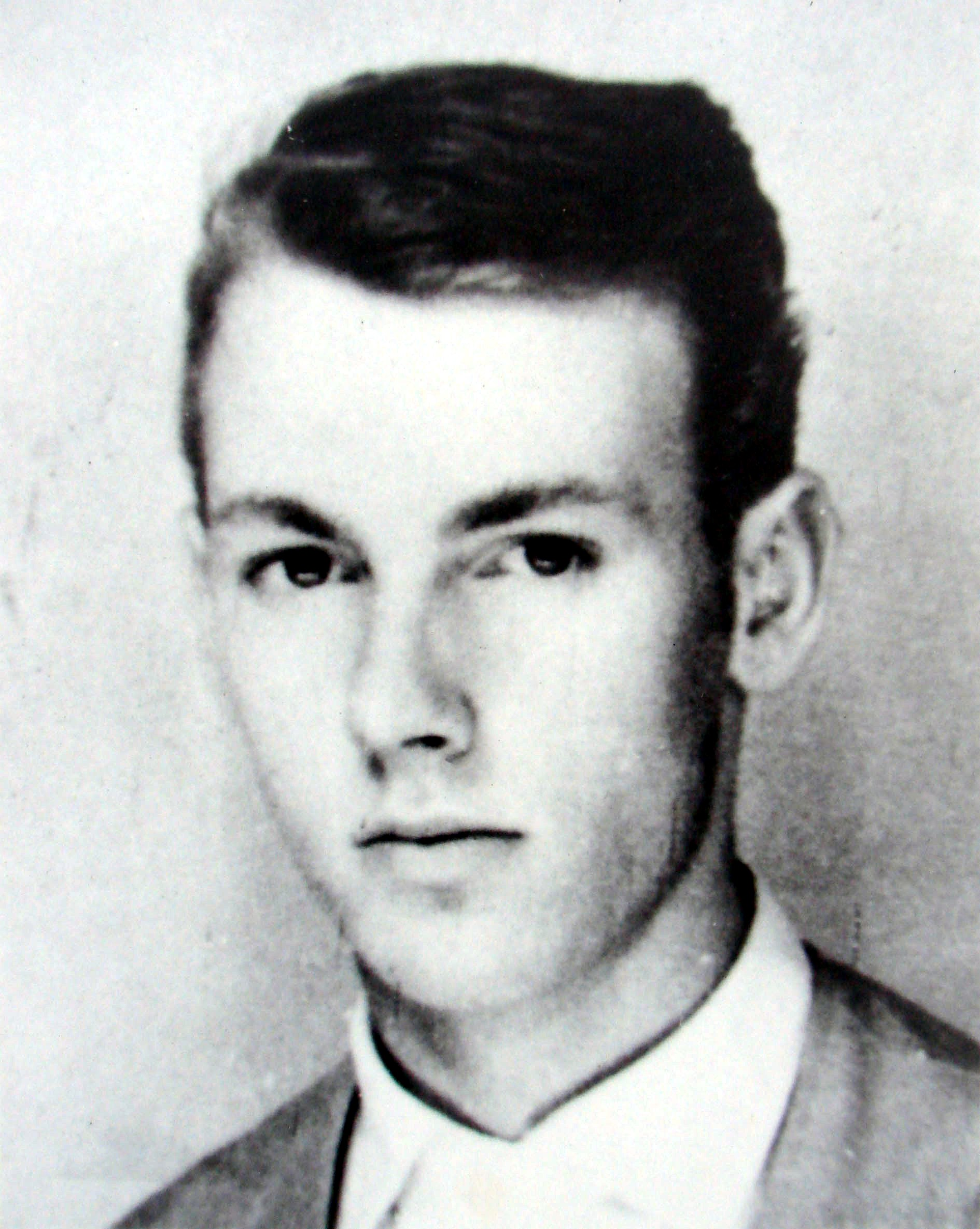
Peter Fechter

Peter Fechter (Berlim, 14 de janeiro de 1944 — Berlim, 17 de agosto de 1962) era um pedreiro da Alemanha Oriental que aos dezoito anos se tornou uma das primeiras e provavelmente a mais famosa vítima do Muro de Berlim. Ao tentar atravessar a fronteira entre as duas Alemanhas na rua Zimmer ele foi alvejado pelas costas e morreu de hemorragia sem que os guardas de fronteira da parte ocidental pudessem socorrê-lo.

## Morte
Em 1962, cerca de um ano após a construção do muro, Fechter tentou fugir da Alemanha Oriental juntamente com seu amigo Helmut Kulbeik. O plano era se esconder em uma oficina de carpintaria próxima ao muro em Zimmerstrasse, aguardar uma brecha na movimentação dos soldados da fronteira e saltar de uma janela para o "corredor da morte" (a zona desmilitarizada que ficava entre o muro erguido na parte Oriental e o erguido na parte Ocidental, que por sua vez corriam paralelos entre si para aumentar a segurança contra invasões e fugas), correr através dele e depois escalar uma parede de dois metros coberta de arame farpado para enfim cair em Kreuzberg, Berlim Ocidental, perto de Checkpoint Charlie.
Quando ambos chegavam até a segunda parede os guardas os avistaram e dispararam imediatamente contra os dois. Kulbeik conseguiu pular para o outro lado, mas Fechter acabou baleado na pelve enquanto escalava e diante de centenas de testemunhas. Após ser alvejado, ele perdeu a força e caiu de volta no corredor da morte controlado pelo lado oriental, diante de um grande número de espectadores ocidentais, incluindo jornalistas. Apesar de seus gritos, ele não recebeu assistência médica do lado do Oriente e não pôde ser atendido pelas equipes médicas do lado ocidental, que não podiam acessar o corredor. Fechter agonizou até a morte por cerca de uma hora sem nenhum tipo de assistência. As pessoas do lado oeste que pararam para ver a cena imediatamente começaram a gritar contra os guardas da fronteira, fazendo coro chamando-os de assassinos.
A falta de assistência médica no caso pode ter sido reflexo do medo mútuo. De acordo com um relatório da revista Time, um segundo-tenente dos Estados Unidos que acompanhou a cena teria recebido ordens específicas do comandante dos EUA em Berlim Ocidental para se manter firme e não invadir a área oriental. De qualquer maneira, de acordo com um relatório do patologista forense Otto Prokop, "Fechter não tinha nenhuma chance de sobrevivência. O tiro no quadril direito havia causado ferimentos internos graves." O comandante do pelotão do lado oriental, por sua vez, declarou que ficou com medo de intervir, pois três dias antes o guarda de fronteira Rudi Arnstadt havia sido baleado por um policial federal no lado ocidental e ele temia que qualquer ação que tomasse em relação ao corpo de Fechter resultasse numa reação ocidental. No entanto, uma hora após a morte de Peter Fechter, seu corpo foi recolhido pelo lado oriental. 

## Julgamento
Em março de 1997, dois ex-guardas da Alemanha Oriental Rolf Friedrich e Erich Schreiber, responderam a acusação de homicídio culposo pela morte de Fechter e admitiram que dispararam contra ele. Ambos foram condenados e sentenciados a 20 e 21 meses de prisão em liberdade condicional. Devido à falta de evidências conclusivas, o tribunal não conseguiu determinar qual dos três homens armados (um dos quais já havia morrido) tinha disparado a bala fatal.

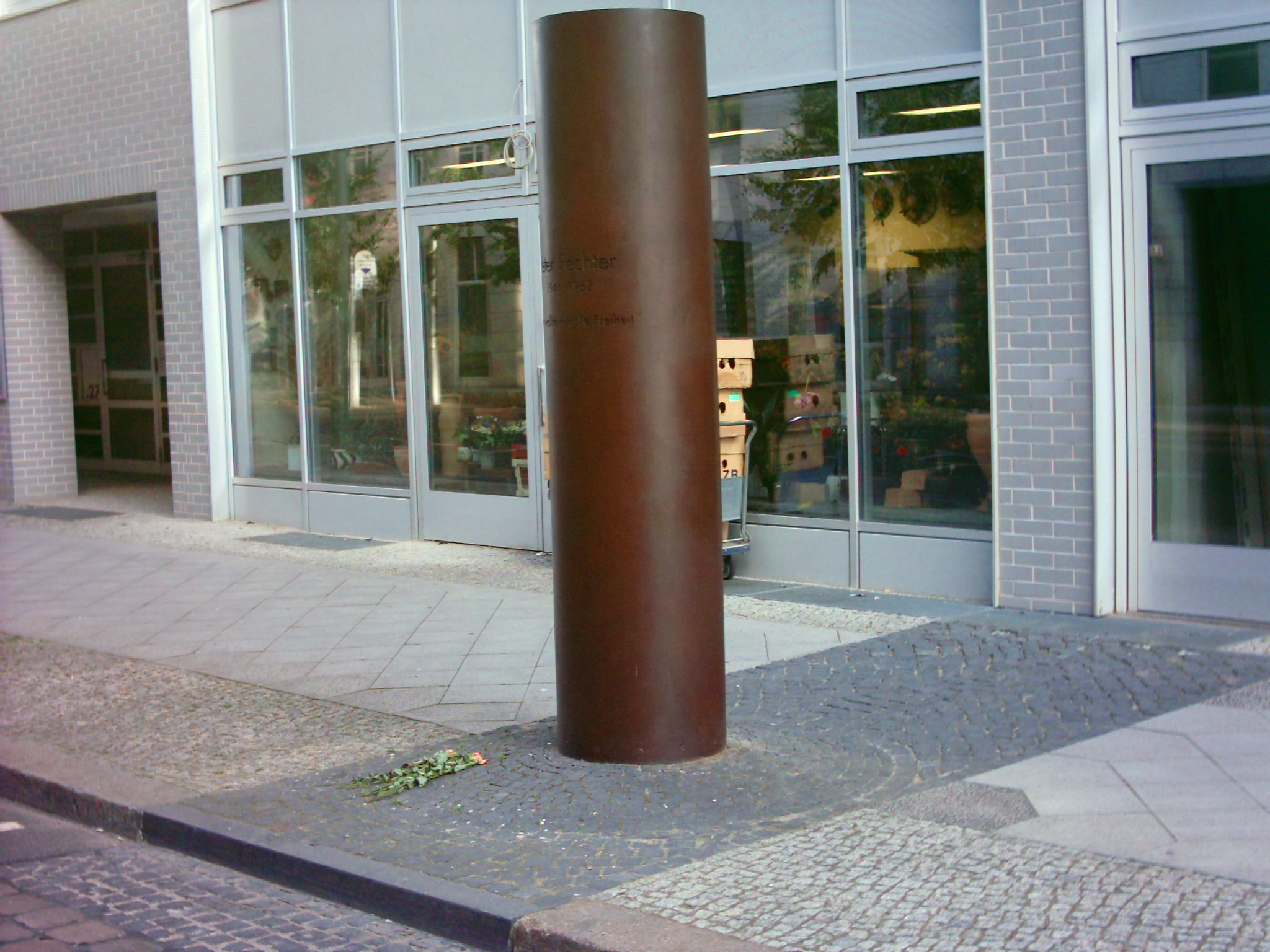
Monumento a Peter Fechter.
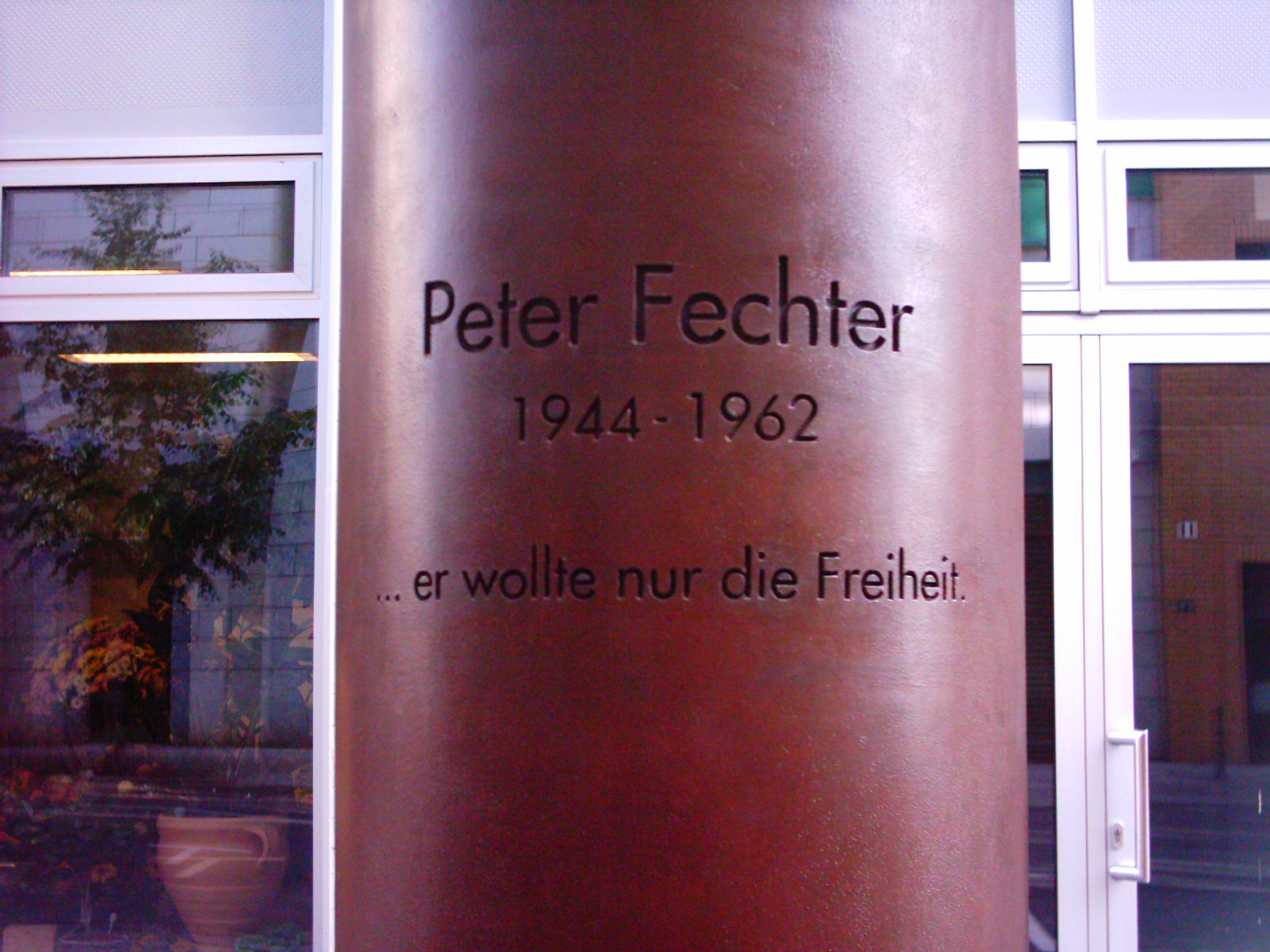
Nome inscrito no monumento. Abaixo, lê-se em alemão: "Ele queria liberdade..."
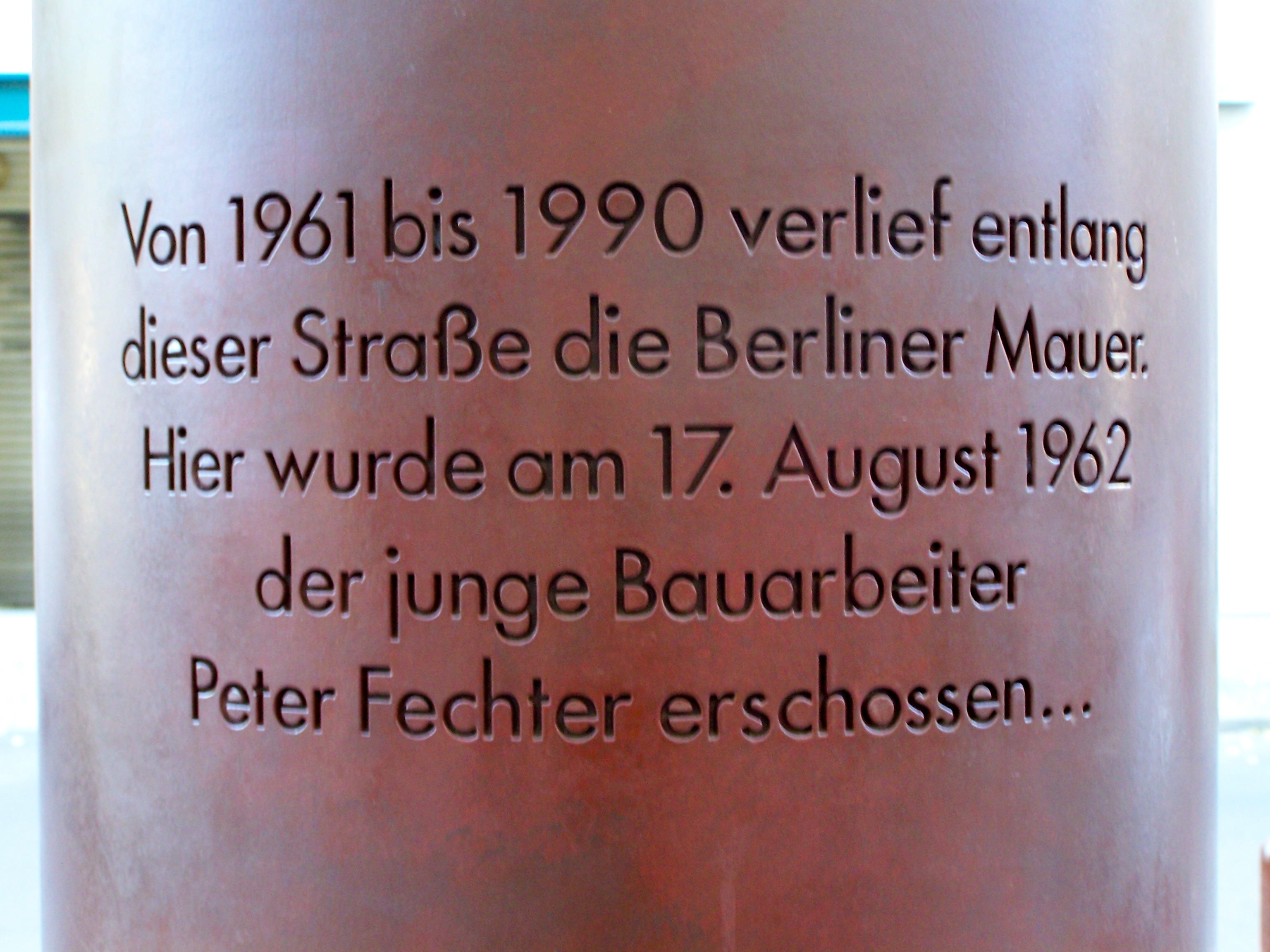
Texto inscrito no monumento. Em português: de 1961 a 1990 ao longo desta estrada correu o Muro de Berlim. Aqui o jovem operário Peter Fechter foi baleado em 17 de agosto de 1962...
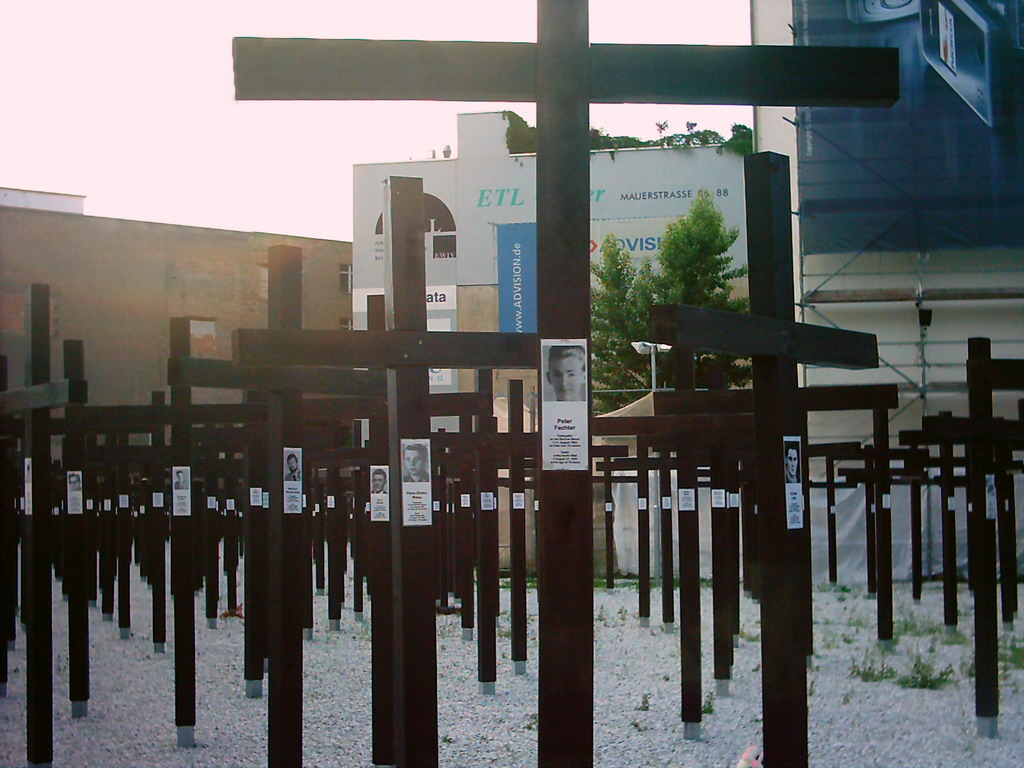
Cruz em sua homenagem em Checkpoint Charlie.